# Харакат аш-Шабаб
Ха́ракат аш-Шаба́б аль-Муджахиди́н (сомал. Xarakada Mujaahidiinta Al-Shabaab, араб. حركة الشباب المجاهدين‎ — «Молодёжное движение моджахедов»), самоназвание — Исла́мский Эмира́т Сомали́ — салафитская террористическая группировка, действующая прежде всего в Сомали. Группировка возникла в результате эфиопского вторжения на территорию республики на осколках Союза исламских судов (СИС), когда вся власть в Сомали оказалась в руках Временного федерального правительства и его покровителей, прежде всего вооружённых сил Эфиопии при поддержке США. C 2009 года заняла значительную территорию, c августа 2008 года столицей стал город Кисмайо. В 2012 году после ряда поражений контролируемая территория несколько уменьшилась, а после падения Кисмайо в конце сентября центр переместился в город Барауэ, который был оставлен 5 октября 2014 года.
Госдепартаментом Соединённых Штатов Америки обозначается как «иностранная террористическая организация».

## Идеология
Идейное течение группировки — салафизм и салафитский джихадизм. Группировка выступает с резко антисемитскими и антисионисткими заявлениями, призывая к полному уничтожению Израиля. На подконтрольной территории установлено исламское государство. В рядах группировки распространена неизбирательная жестокость и избирательное применение шариата по отношению к этническому меньшинству на контролируемой ими территории Сомали — банту, женщины и девочки которого массово используются исламистами как сексуальные рабыни. Самим жертвам и их семьям при этом угрожают смертью в случае отказа, в результате чего отмечалось массовое бегство из Сомали представителей этнических меньшинств. Дети таких рабынь считаются боевиками расово неполноценными, как и их матери, и игнорируются.

## История
Преемник Союза исламских судов (СИС). Организация была основана в 2004 году. Цель — мир и шариат, но сначала джихад, чтобы вести войну против «врагов Ислама» на территории Сомали и за её пределами.
Термин «шабааб» («молодёжь») характерен в исламском мире для всяких молодёжных групп, и текущее движение не стоит путать с другими так же названными организациями.
18 апреля 2011 года лидеры движения призвали всех мусульман Сомали к борьбе с «так называемыми полуавтономиями — Пунтлендом, Галмудугом, Джубалендом, Юго-Западным Сомали и другими».
6 августа 2011 года Могадишо был полностью освобождён от боевиков; между тем сами боевики назвали отступление из столицы минимум на 100 километров «тактическим манёвром» и 4 октября провели в Могадишо крупный теракт — мощный взрыв, в итоге которого погибло более 80 человек.
13 октября 2011 в Кении «Аш-Шабаабом» были похищены две сотрудницы неправительственной организации «Врачи без границ», граждане Испании. Они работали в лагере сомалийских беженцев, где в настоящее время проживают около 500 тысяч человек. В ответ на это «Врачи без границ» частично прекратили свою деятельность в Кении.
16 октября 2011 года армия Кении начала операцию Линда Нчи против «Аш-Шабааба». Колонны военной техники пересекли границу с Сомали в воскресенье. Цель рейда, как заявляют власти Кении, вытеснить формирования «Аш-Шабааб» из приграничных районов и предотвратить проникновение боевиков на кенийскую территорию. Исламисты пригрозили отомстить Кении на её территории, если та не выведет свои войска из Сомали. Радикалы объявили «джихад» кенийским военным, которые совместно с силами правительства Сомали проводят операцию по уничтожению боевиков «Аш-Шабааб».
19 октября 2011 года стало известно, что Мари Дедьё — гражданка Франции, похищенная в Кении 1 октября Харакат аш-Шабабом, — скончалась. В ответ на это и другие похищения кенийская армия вошла на территорию Сомали; войска продвинулись к зоне, занимаемой боевиками Харакат аш-Шабаба на юге страны.
10 февраля 2012 года группировка объединилась с Аль-Каидой, о чём объявил её лидер Айман аз-Завахири.
28 сентября 2012 года правительственные войска Кении и Сомали отвоевали город Кисмайо — последний крупный населённый пункт, контролировавшийся Харакат аш-Шабабом.
В августе 2014 года началась Операция «Индийский Океан», организованная проправительственными силами Сомали.
1 сентября американский дрон выпустил снаряд, который убил лидера группировки Годане. Это событие было воспринято как большая победа, и в ожидании рассеивания основных сил и раскола группировок, сомалийское правительство объявило 45-дневную амнистию умеренным боевикам аш-Шабаба. Преемником Годане на посту лидера «Харакат аш-Шабаб» стал Ахмад Умар.
Тем не менее, «аш-Шабаб» нашёл опору среди кенийских мусульман и сомалийских беженцев в Кении и смог собрать силы для дальнейшей войны на территории Сомали, а также для увеличения активности в Кении.
2 апреля 2015 года боевики группировки «аш-Шабаб» напали на здание университетского колледжа в кенийском городе Гарисса, погибли 147 человек.
По мере отвода эфиопских войск из Сомали в 2016 году аш-Шабаб активизируется и частично возвращает утраченные территории. В октябре 2016 года были заняты города Эт-Али, Махас и Хальган провинции Хиран, а также город Тайеглоу провинции Баколь.

## Численность сил и вооружение
Сначала группировка составляла приблизительно 3000 членов СИС, которые ушли в подполье. Чтобы подготовить мятеж и вооружённые ячейки в Могадишо и в других местах в Сомали, они проводят нападения на правительство и союзные эфиопские силы.

## Экономика
Важной статьёй доходов аш-Шабаба является древесный уголь, который поставляется в арабские страны по морю.

## Пропаганда
Основная группа населения, на которую ориентируется пропаганда группировки — не получившие образования и не работающие подростки 10—15 лет. Отдельное внимание уделяется вербовке женщин для проведения терактов. Используется широкий набор методик, от прямых похищений и угроз родителям подростков до инфильтрации исламских центров. В 2009 году журналистка Амун Абдуллахи раскрыла схему по вербовке в Харакат аш-Шабаб, действовавшую в стокгольмском молодёжном центре. В Сомали Аш-Шабаб клеймит правительство как «еретиков» и обещает своим членам богатство и попадание в рай после смерти.
Для эффективной пропаганды группировка использует различные средства массовой информации, в основном радио. Интернет также является эффективным и недорогим способом для привлечения большей аудитории. Поскольку Интернет становится всё более популярным у молодёжи, группировка нередко может вербовать через него новых бойцов, публикуя сообщения на английском, арабском или сомалийском. До изгнания из Могадишо в 2011 году аш-Шабааб контролировал местное телевидение, через которое велась активная пропаганда о добродетельности группировки и проповеди. Члены группировки записывают пропагандистские видео, включающие как изображение роскошной жизни своих сторонников, так и террористические атаки; международные СМИ зачастую используют эти видео для иллюстрации своих материалов, из-за чего подвергаются критике. Члены аш-Шабаб бесплатно раздают мобильные телефоны, которые позже используют для связи с новыми членами, а также принуждают уже вступивших в ряды группировки вербовать туда своих родных и друзей.
Одним из эффективных методов пропаганды является музыка, которая привлекает особое внимание у подростков и детей. Члены группировки пишут музыку в западном стиле, вставляя в неё титры, призывающие к джихаду и вступлению в «повстанческие силы». Согласно данным 2010 года, 8 из 10 солдат повстанческих сил являются несовершеннолетними. В 2014 году группировка аш-Шабааб объявила кабельный и мобильный интернет вне закона, за исключением специальных интернет-кафе. Провайдеры обязались отключить свои услуги в течение 15 дней под угрозой расправы.

## Акции
Захват летом 2009 года в плен в Сомали сотрудника французской разведслужбы Дени Алекса. В январе 2013 французский спецназ при поддержке авиации предпринял попытку освободить Алекса; операция провалилась, итогом стала гибель в бою двух спецназовцев и 17 боевиков и казнь Д. Алекса.

### Теракты
4 октября 2011 года в Могадишо прогремел мощный взрыв, погибло более 80 человек: террорист на заминированном автомобиле привёл в действие взрывное устройство в правительственном квартале. Среди погибших и раненых — много военных, сотрудников сил безопасности, а также студентов. Международное сообщество резко осудило вылазку террористов. Генеральный секретарь ООН Пан Ги Мун назвал её омерзительной. Аш-Шабааб взяла на себя ответственность за взрыв, террористы пообещали, что теракты продолжатся.
21 сентября 2013 года террористическая группировка напала на торговый центр «Уэстгейт» в Уэстлендсе (Найроби), захватили заложников и удерживали их несколько дней. В результате нападения погибло 67 человек.
2 апреля 2015 года боевики «аш-Шабаб» напали на университетский колледж в кенийском городе Гарисса, погибли 147 человек.
20 декабря 2015 года, предположительно, боевики из «Аш-Шабааб» напали на автобус, направлявшийся в город Мандера на севере Кении. Нападавшие разделили пассажиров автобуса по вере. Тех, кто мог доказать, что они мусульмане, читая отрывки из Корана, оставили в живых. Тех, кто не мог, выстроили в очередь и расстреляли. 28 человек были убиты, и единственный человек, Дуглас Охводхо, выжил благодаря удаче. При этом теракте героизм проявил педагог-мусульманин Салах Фарах, который пожертвовал собой, защищая своих попутчиков-христиан.
14 октября 2017 года на одной из оживлённых улиц сомалийской столицы Могадишо взорвался грузовой автомобиль, начинённый взрывчаткой; число жертв теракта составило 587 человек. Целью террористов был отель Safari.
15 января 2019 года боевики «аш-Шабаб» напали на гостинично-офисный комплекс Dusit в Найроби, назвав это ответом на решение Дональда Трампа признать Иерусалим в качестве столицы Израиля; в результате нападения 21 человек погиб и около 30 были ранены.
В августе 2022 года, а именно в ночь с 19 на 20 августа, групповики этой террористической группировки захватили в столице Сомали, отель Hayat. После перестрелки с участием автомобилей два авто заминированные взрывчаткой протаранили отель после чего внутрь ворвались вооружённые люди. Ответственность за эту акцию взяла на себя эта террористическая группировка (Аш-Шабаб).
29 октября 2022 года отряд смертников на двух шахид-мобилях атаковал Министерство просвещения в центре столицы Могадишо. После взрывов последовала перестрелка, в ходе которой был убит начальник столичной полиции Ходан Хусейн Адэд и известный журналист Мохамед Иссе Кона. По предварительным данным общее число погибших составляет более 100 мирных жителей, ещё около 300 граждан получили ранения. Авиакомпании Катара, Турции и Эфиопии отменили свои рейсы в Могадишо, опасаясь новых террористических атак.

## Страны, поддерживающие аш-Шабаб

### Эритрея
В декабре 2009 года Совет Безопасности ООН наложил санкции на Эритрею за вооружение и финансовую поддержку, оказанную этой страной повстанческим военным отрядам на юге Сомали, в том числе и аш-Шабаабу. Африканские миротворцы из АМИСОМ также рапортовали о захваченных ими в плен в результате боёв с повстанцами эритрейских солдатах.

### Сомалиленд
Ассоциация международных политических исследований вскоре после президентских выборов 2010 года в Сомалиленде опубликовала несколько докладов, обвиняющих новоизбранного президента Ахмеда Силаньо в тесных связях с исламистскими группами и предполагающих, что его политическая партия Кульмие выиграла выборы во многом за счёт поддержки со стороны исламистов, в том числе и аш-Шабааба.